# Orthemis ambinigra
Orthemis ambinigra là loài chuồn chuồn thuộc họ Libellulidae. Loài này được Philip Powell Calvert mô tả khoa học đầu tiên năm 1909.